# Deburau (film)
Pour les articles homonymes, voir Deburau.
Pour plus de détails, voir Fiche technique et Distribution.
Deburau est un film français réalisé par Sacha Guitry, sorti en 1951, adaptation de sa pièce éponyme mettant en scène le mime Jean-Gaspard Deburau (1796-1846).

## Synopsis
En 1839 à Paris, l'acteur Jean-Gaspard Deburau, mime au théâtre des Funambules, est célèbre et courtisé par ses admiratrices. Il leur a toujours résisté, leur faisant valoir qu'il est marié à une femme charmante et père d'un fils, Charles. Mais un soir, Deburau tombe sous le charme d'une jeune femme portant à la ceinture un camélia, Marie Duplessis.

## Fiche technique
- Réalisation : Sacha Guitry, assisté de François Gir, Georges Lautner
- Scénario : Sacha Guitry, d'après sa pièce Deburau, créée par Yvonne Printemps et lui-même en 1918, reprise par les mêmes en 1926
- Décors : René Renoux
- Costumes : Fernand Sursin
- Photographie : Noël Ramettre
- Son : Fernand Janisse
- Musique originale : André Messager
- Adaptation musicale : Louis Beydts
- Montage : Raymond Lamy
- Production : Raymond Borderie et Jean Bérard
- Société de production : Compagnie Industrielle et Commerciale Cinématographique (CICC)
- Société de distribution : Filmsonor
- Pays :  France
- Procédé : Noir et blanc - 1,37:1 - 35 mm - Son mono (Western Electric Sound System)
- Genre : comédie dramatique
- Durée : 93 minutes
- Date de sortie : France, 29 juin 1951

## Distribution
- Sacha Guitry : Jean-Gaspard Deburau
- Lana Marconi : Marie Duplessis
- Michel François : Charles Deburau
- Robert Seller : M. Bertrand
- Jeanne Fusier-Gir : Mme Raboin
- Georges Bever : Laurent
- Jean Danet : Armand Duval
- Jacques de Féraudy : le docteur
- Jean Duvaleix : Robillard
- Luce Fabiole : Mme Rébard
- Yvonne Hébert : la caissière
- Henry-Laverne : l'aboyeur
- Andrée Guize : une dame
- Henri Belly : un journaliste
- Claire Brilletti : Clara
- Christine Darbel : Honorine
- Jacques Derives : Laplace
- Françoise Fechter : Justine
- Max Morana : Ménard
- Jacques d'Herville
- André Gombert

## Autour du film
En 1945, Jean-Louis Barrault avait incarné Jean-Gaspard Deburau dans Les Enfants du paradis de Marcel Carné. Ici, contrairement à cette précédente incarnation, le personnage est très loquace, conformément à la personnalité de Guitry.
Le passage « (...) Je sais enfin pourquoi, mon amour, je suis né / Je suis né pour aimer - pour t'aimer, c'est certain / Du matin jusqu'au soir et du soir au matin ! » est repris par le DJ L'Entourloop dans l'album Le Savoir Faire.